# 2014–2015-ös SEHA-liga
A 2014–2015-ös SEHA-liga kézilabda-bajnokság a SEHA-liga negyedik kiírása volt. A bajnokságban hét ország tíz csapata vett részt, a címvédő a macedón RK Vardar Szkopje.
Az MVM Veszprém KC ebben a szezonban csatlakozott a bajnoksághoz, amely alapszakaszát megnyerte, majd a Veszprémben rendezett Final Sixen megszerezte a bajnoki címet.

## Lebonyolítás
A tíz csapat az alapszakaszban oda-visszavágós körmérkőzést játszott. A tabella számításánál a győzelemért három pont jár, a döntetlenért egy. Az alapszakasz végén az első hat helyezett jutott be a Final Sixbe, amelyet ebben a szezonban Veszprémben rendeztek. Az alapszakasz első két helyezettje egyből a Final Six elődöntőjébe jutott, a másik négy csapat pedig a negyeddöntőbe.

### Csapatok
| Ország              | Csapat                 | Város      | Csarnok (befogadóképesség)                |
| ------------------- | ---------------------- | ---------- | ----------------------------------------- |
| Fehéroroszország    | HC Meskov Breszt       | Breszt     | Universal Sports Complex Victoria (3 740) |
| Bosznia-Hercegovina | RK Borac Banja Luka    | Banja Luka | Sportska dvorana Borik (3 500)            |
| Horvátország        | RK Zagreb              | Zágráb     | Arena Zagreb (16 800)                     |
| Horvátország        | RK Nexe Našice         | Našice     | Sportska dvorana (2 500)                  |
| Magyarország        | MVM Veszprém KC        | Veszprém   | Veszprém Aréna (5 096)                    |
| Macedónia           | RK Vardar              | Szkopje    | Jane Sandanski Arena (6 000)              |
| Macedónia           | RK Metalurg Szkopje    | Szkopje    | Avtokomanda (2 000)                       |
| Szerbia             | RK Vojvodina           | Újvidék    | Hala Slana Bara (4 000)                   |
| Szerbia             | RK Radnički Kragujevac | Kragujevac | Jezero Hall (3 570)                       |
| Szlovákia           | HT Tatran Prešov       | Eperjes    | City Hall Prešov (4 000)                  |

## Alapszakasz

### Tabella
| #   | Csapat              | M  | GY | D | V  | G+ – G– | GK   | P  | Megjegyzések          |
| --- | ------------------- | -- | -- | - | -- | ------- | ---- | -- | --------------------- |
| 1.  | MVM Veszprém KC     | 18 | 17 | 0 | 1  | 561–413 | +148 | 51 | Final Six elődöntő    |
| 2.  | Vardar              | 18 | 15 | 0 | 3  | 531–462 | +69  | 45 | Final Six elődöntő    |
| 3.  | Meskov Breszt       | 18 | 13 | 0 | 5  | 508–459 | +49  | 39 | Final Six negyeddöntő |
| 4.  | RK Zagreb           | 18 | 12 | 0 | 6  | 480–417 | +63  | 36 | Final Six negyeddöntő |
| 5.  | Tatran Prešov       | 18 | 11 | 0 | 7  | 539–500 | +39  | 33 | Final Six negyeddöntő |
| 6.  | Nexe                | 18 | 5  | 1 | 12 | 443–512 | −69  | 16 | Final Six negyeddöntő |
| 7.  | Metalurg            | 18 | 5  | 1 | 12 | 397–445 | −48  | 16 |                       |
| 8.  | Borac Banja Luka    | 18 | 4  | 1 | 13 | 464–537 | −73  | 13 |                       |
| 9.  | Vojvodina           | 18 | 2  | 4 | 12 | 444–511 | −67  | 10 |                       |
| 10. | Radnički Kragujevac | 18 | 2  | 1 | 15 | 472–589 | −117 | 7  |                       |

Utolsó frissítés: 2015. március 13. 
Forrás: http://www.seha-liga.com/ 
A rangsorolás alapszabályai: 1. összpontszám, 2. egymás elleni eredmények összpontszáma, 3. egymás elleni eredmények gólkülönbsége, 4. egymás elleni eredmények szerzett góljainak száma, 5. gólkülönbség, 6. szerzett gólok száma.
(B): Bajnokcsapat, (K): Kieső csapat, (F): Feljutó csapat, (I): Kupainduló, (R): A rájátszás győztese, (KGY): Kupagyőztes

### Eredmények
| Hazai \ Vendég1     | BOR   | VAR   | VOJ   | VESZ  | MET   | MES   | NEX   | ZAG   | RAD   | TAT   |
| Borac Banja Luka    |       | 22–31 | 25–25 | 29–33 | 27–21 | 31–36 | 30–28 | 24–30 | 34–32 | 37–30 |
| Vardar              | 31–26 |       | 30–26 | 28–21 | 27–21 | 28–25 | 32–21 | 32–29 | 39–33 | 32–26 |
| Vojvodina           | 27–24 | 21–26 |       | 19–32 | 22–25 | 24–35 | 26–26 | 23–28 | 31–23 | 25–29 |
| MVM Veszprém KC     | 32–18 | 31–23 | 31–26 |       | 33–21 | 31–26 | 36–18 | 27–22 | 40–24 | 37–25 |
| Metalurg            | 24–17 | 20–26 | 26–26 | 22–27 |       | 17–26 | 23–21 | 20–23 | 35–22 | 34–28 |
| Meskov Breszt       | 31–27 | 30–22 | 34–22 | 17–29 | 25–23 |       | 29–26 | 28–29 | 29–28 | 30–24 |
| Nexe Našice         | 25–21 | 27–30 | 28–23 | 21–37 | 25–19 | 25–28 |       | 19–35 | 29–23 | 26–27 |
| RK Zagreb           | 30–25 | 25–22 | 29–24 | 21–24 | 10–0  | 21–24 | 32–29 |       | 27–18 | 21–25 |
| Radnički Kragujevac | 29–27 | 29–38 | 24–24 | 24–28 | 29–24 | 26–33 | 29–30 | 29–45 |       | 22–33 |
| Tatran Prešov       | 42–20 | 29–34 | 36–30 | 29–32 | 31–22 | 26–22 | 32–25 | 24–23 | 43–28 |       |

Utolsó felvett mérkőzés dátuma: 2015. március 13. 
Forrás: SEHA-liga 
1A hazai csapatok a bal oldali oszlopban szerepelnek.
Színek: Zöld = hazai győzelem; Sárga = döntetlen; Piros = vendéggyőzelem.
 

## Final Six

### Negyeddöntők
| 2015. március 25. 17:45 | Meskov Breszt | 28–24 | RK Nexe | Veszprém Aréna, Veszprém Nézőszám: 1096 |
| 2015. március 25. 17:45 | (11–11)       |       |         | Veszprém Aréna, Veszprém Nézőszám: 1096 |
| 2015. március 25. 17:45 |               |       |         | Veszprém Aréna, Veszprém Nézőszám: 1096 |

| 2015. március 25. 20:15 | RK Zagreb | 33–26 | HT Tatran Prešov | Veszprém Aréna, Veszprém Nézőszám: 1000 |
| 2015. március 25. 20:15 | (16–10)   |       |                  | Veszprém Aréna, Veszprém Nézőszám: 1000 |
| 2015. március 25. 20:15 |           |       |                  | Veszprém Aréna, Veszprém Nézőszám: 1000 |

### Elődöntők
| 2015. március 27. 17:45 | Vardar  | 28–32 | Meskov Breszt | Veszprém Aréna, Veszprém Nézőszám: 1500 |
| 2015. március 27. 17:45 | (11–16) |       |               | Veszprém Aréna, Veszprém Nézőszám: 1500 |
| 2015. március 27. 17:45 |         |       |               | Veszprém Aréna, Veszprém Nézőszám: 1500 |

| 2015. március 27. 17:45 | MVM Veszprém KC | 25–24 | RK Zagreb | Veszprém Aréna, Veszprém Nézőszám: 4500 |
| 2015. március 27. 17:45 | (14–10)         |       |           | Veszprém Aréna, Veszprém Nézőszám: 4500 |
| 2015. március 27. 17:45 |                 |       |           | Veszprém Aréna, Veszprém Nézőszám: 4500 |

### Harmadik helyért
| 2015 március 29. 15:30 | Vardar  | 23–26 | RK Zagreb | Veszprém Aréna, Veszprém Nézőszám: 3000 |
| 2015 március 29. 15:30 | (10–11) |       |           | Veszprém Aréna, Veszprém Nézőszám: 3000 |
| 2015 március 29. 15:30 |         |       |           | Veszprém Aréna, Veszprém Nézőszám: 3000 |

### Döntő
| 2015 március 25. 17:45 | Meskov Breszt | 21–32  | MVM Veszprém KC | Veszprém Aréna, Veszprém Nézőszám: 5000 Játékvezetők: Nikolov, Nachevski (MKD) |
| 2015 március 25. 17:45 | Sztojkovics 8 | (9–14) | Marguč 9        | Veszprém Aréna, Veszprém Nézőszám: 5000 Játékvezetők: Nikolov, Nachevski (MKD) |
| 2015 március 25. 17:45 | 4×            |        | 1×              | Veszprém Aréna, Veszprém Nézőszám: 5000 Játékvezetők: Nikolov, Nachevski (MKD) |